# Hoplistocerus callioides
Hoplistocerus callioides är en skalbaggsart som beskrevs av Pierre Émile Gounelle 1906. Hoplistocerus callioides ingår i släktet Hoplistocerus och familjen långhorningar. Inga underarter finns listade i Catalogue of Life.